# ルノー D1
ルノー D1 (Renault D1) は戦間期のフランスの軽戦車である。

## 概要
1926年のフランスの計画では、軽歩兵支援戦車の創設が求められ、既存のルノーNC1試作車がルノー D1に発展することになった。このタイプの車両は、1931年から1935年の間に160輌が生産された。10輌の車両が先行し、後に150輌の標準車両が製造された。
1936年まで、車両にはルノーFT砲塔が取り付けられていた。これは、意図された鋳造ST2砲塔がまだ準備ができていなかったためである。ST2砲塔は、同軸の7.5 mm機関銃を備えた短い47 mm SA34 戦車砲で武装していた。車体前方に7.5 mm機関銃を搭載していた。このタイプは当初意図された歩兵支援戦車としてではなく、1930年代初頭のフランスの主要な戦車として機能した。
1937年に機械的な信頼性の低さからすぐに廃止され、北アフリカの植民地に追いやられた。

## 開発
第一次世界大戦後、フランスはルノーFT軽歩兵支援戦車の非常に大規模な艦隊を保有していた。これらの多くは他の国に売却されたが、2,800輌以上が残った。戦後、機甲部隊を大幅に削減し、余剰のAFVを廃棄したイギリスとは対照的に、フランスは多数の現役または予備の装甲部隊（有機的な戦車兵力は約1,260輌）を維持し、残りのルノーFTはすべて正常に機能していた。これは、20年代初頭のフランスが世界で最も強力で近代的な機甲部隊を持っていたことを暗示していたが、この事実が自己満足の状態につながった。新しい戦車モデルの開発は緊急性があるとは見なされておらず、予算の制約により、当面の間、これ以上の戦車の生産が禁止されることになった。1922年にジャン＝バティスト・ウジェーヌ・エスティエンヌ将軍が長期的な戦車設計のガイドラインを含む公式の研究を終えたとき、新しい軽歩兵戦車に対する規定は一切なかった。

### FTケグレス

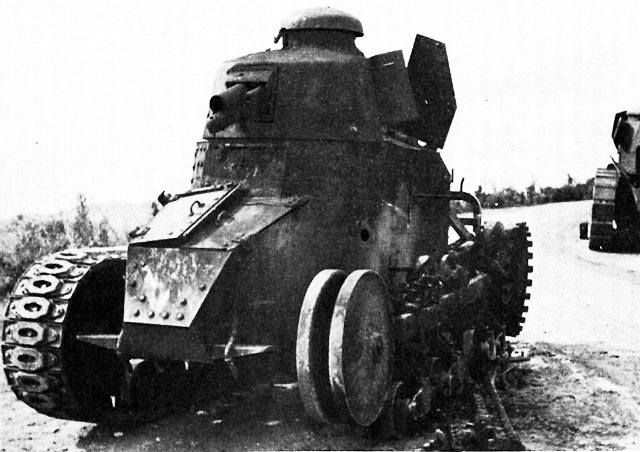
ユーゴスラビアのルノーFTケグレス

残ったルノーFT車両は、塹壕戦で非常に効果的であることを示していたにもかかわらず、現在の技術開発の状態では平時の状況に十分に適応していなかった。主な問題は、その低速で、車両を基地エリア外に移動させるたびに特別なタンク輸送機が必要となり、植民地でのパトロール任務には基本的に適さなくなっていた。そのため、既存の車両を多数改造し、より効果的なサスペンションシステムを取り付けることが決定された。最初の改造はルノーFTケグレスタイプで、ケグレスハーフトラックのサスペンションに特殊なゴム鋼強化トラックが取り付けられていた。1925年に42輌の車両がこの方法で改造され、1926年にモロッコのベルベル人蜂起の際に配備された。この改造により最高速度は17 km/hになったが、現場での経験から、最高速度で線路が突然折れ、しばしば壊滅的な結果を招く可能性があることが示されたため、改造プロジェクトは中止された。後に9輌のルノーFTケグレスがユーゴスラビアに、5輌がポーランドに売却された。

### ルノーNC

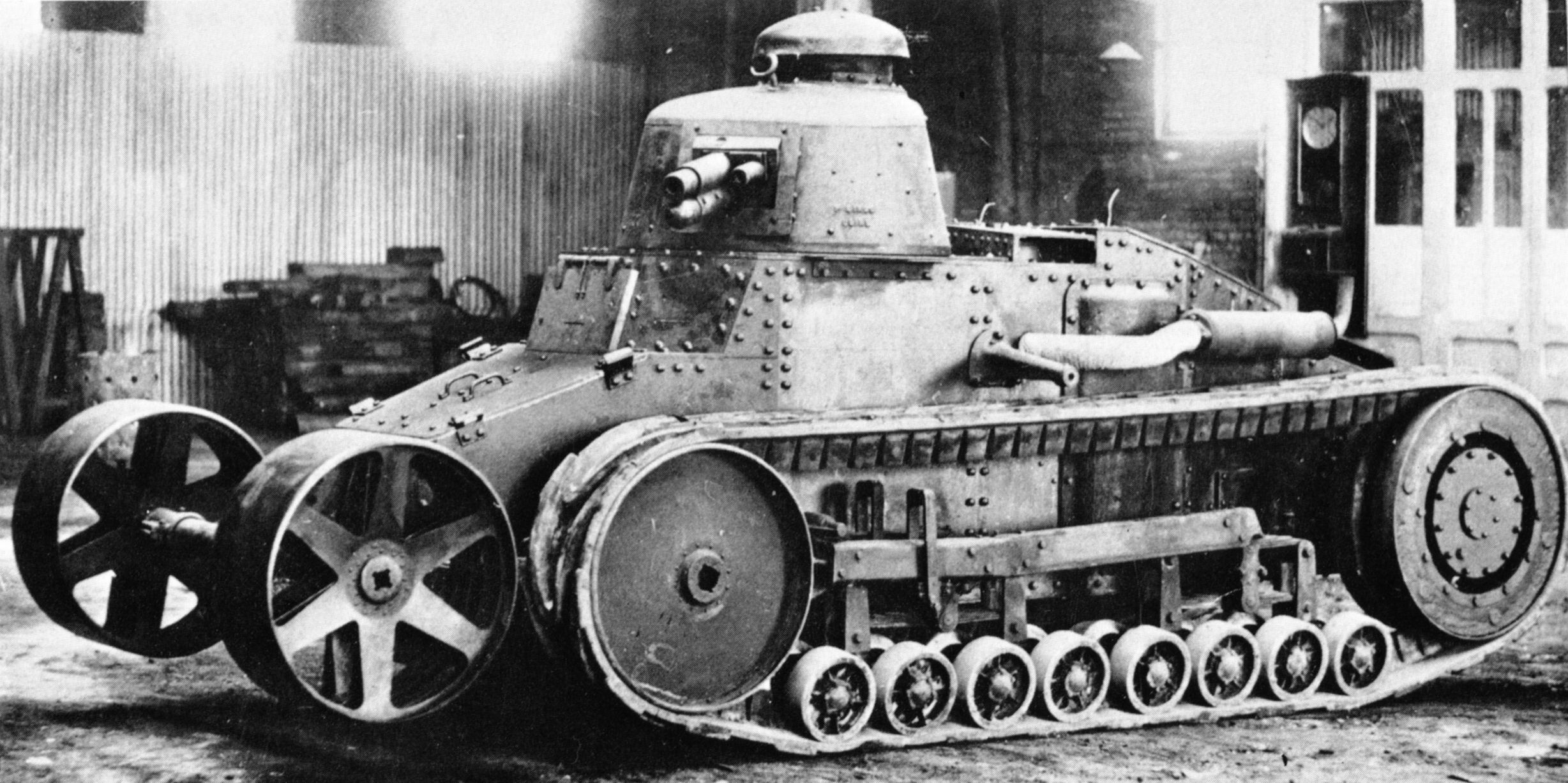
ルノーNC2

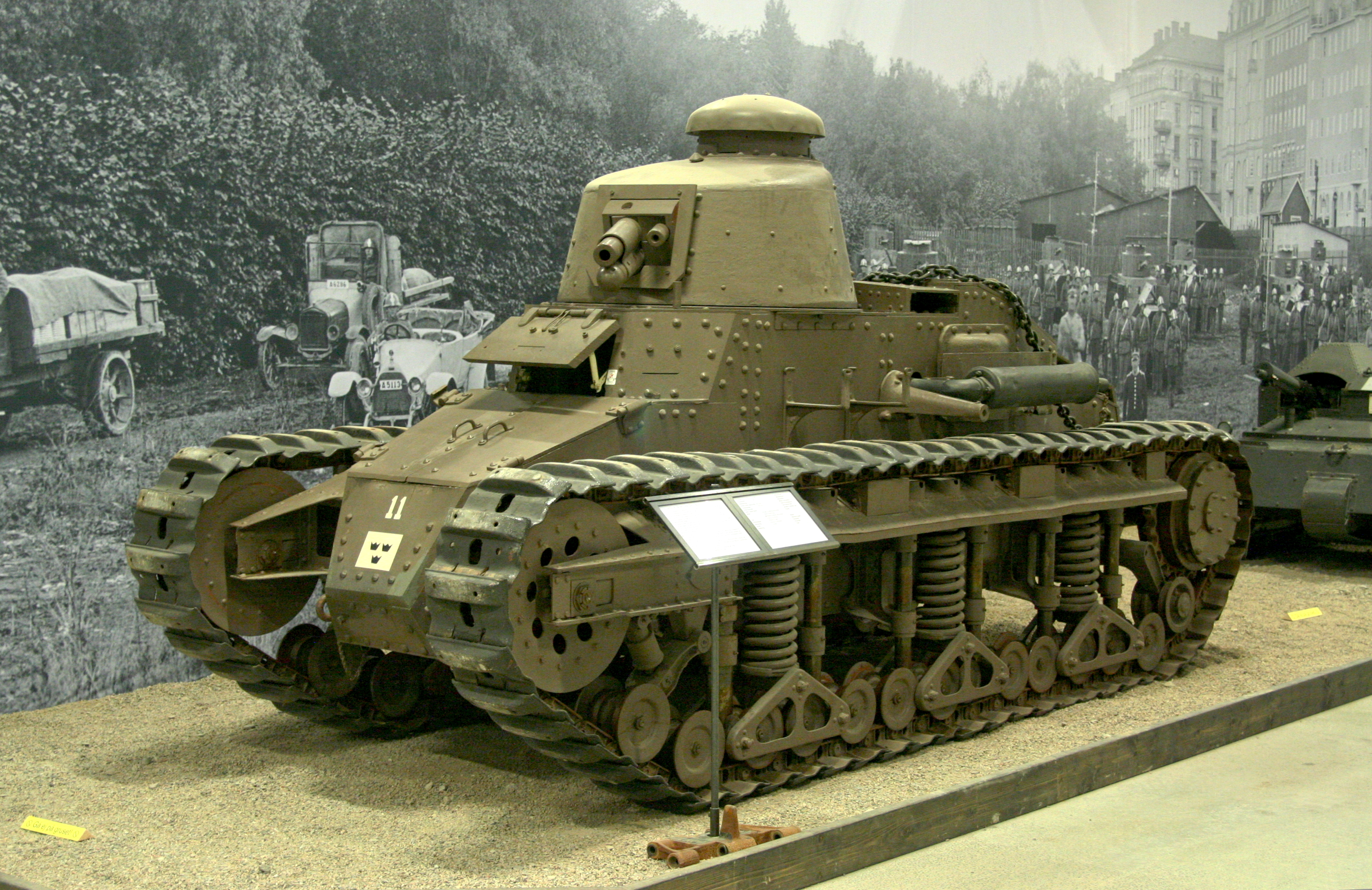
ストレングネースのスウェーデン軍用車両博物館に保存されているルノーNC27

一方、ルイ・ルノーは1923年に、並行する改造プロジェクトとして2つの新しいプロトタイプを製造する注文を取得し、社内名称はルノーNCであった。改良されたサスペンションシステムだけでなく、より強力なエンジンも搭載することを意図していた。「FT」と同様に、「NC」は意味を持たないコード文字の組み合わせである。1925年12月に試作車輌が2番目に完成したため、NC2と呼ばれた。改良されたケグレスのリーフスプリングサスペンションと62馬力のエンジンが搭載されていた。ルノーがフランス騎兵隊のプラン1924で指定されている「高速戦車」として製造することを提案したため、ルノー・モデル24/25という代替名称が付けられた。しかし、この開発ラインは中止された。最初に準備されたプロトタイプは、NC1と名付けられ、12個の車輪と両側に3つの大きな垂直コイルスプリングを備えた異なるサスペンションシステムを備えていた。最高速度は18.5 km/hに達し、1926年にはフランス史上最速の戦車となった。
ルノーFTケグレスの場合と同様に、このプロジェクトは依然として主に既存のルノーFTを再構築するための修正提案をもたらすことを意図していた。1926年、後にシャルB1となるシャール・ド・バタイユ（Char de Bataille、戦闘用戦車）計画が、当初の意図よりもはるかに重い戦車に進化していることが判明した。この重戦車を十分な数で調達することは不可能であったため、1926年の歩兵計画では、新しい「軽歩兵支援戦車（Char léger d'accompagnement d'infanterie）」の仕様が決定された。ルノーはすぐに、現在ルノー・モデル26/27と呼ばれている彼のNC1を、この役割の論理的な候補として提供しようとした。
ルノーは海外市場も開拓しようとした。1928年、彼は1輌のNCプロトタイプをスウェーデンに売却し、「Stridsvagn fm/28」と名付けられた。ポーランドに納入されたいくつかの資料によると、さらに24輌が25 mmの側面装甲を装備し、重量は7.5トンから9.5トンになった。1930年、日本はルノーNC戦車10輌を受領し、「ルノー乙型」と名付けられた。さらに、1930年代初頭には1輌の戦車がギリシャに納入された。これらの車両はすべて、戦後の作家によってNC27という名前で説明されたが、これは現代の呼称ではなかった。

### NC31

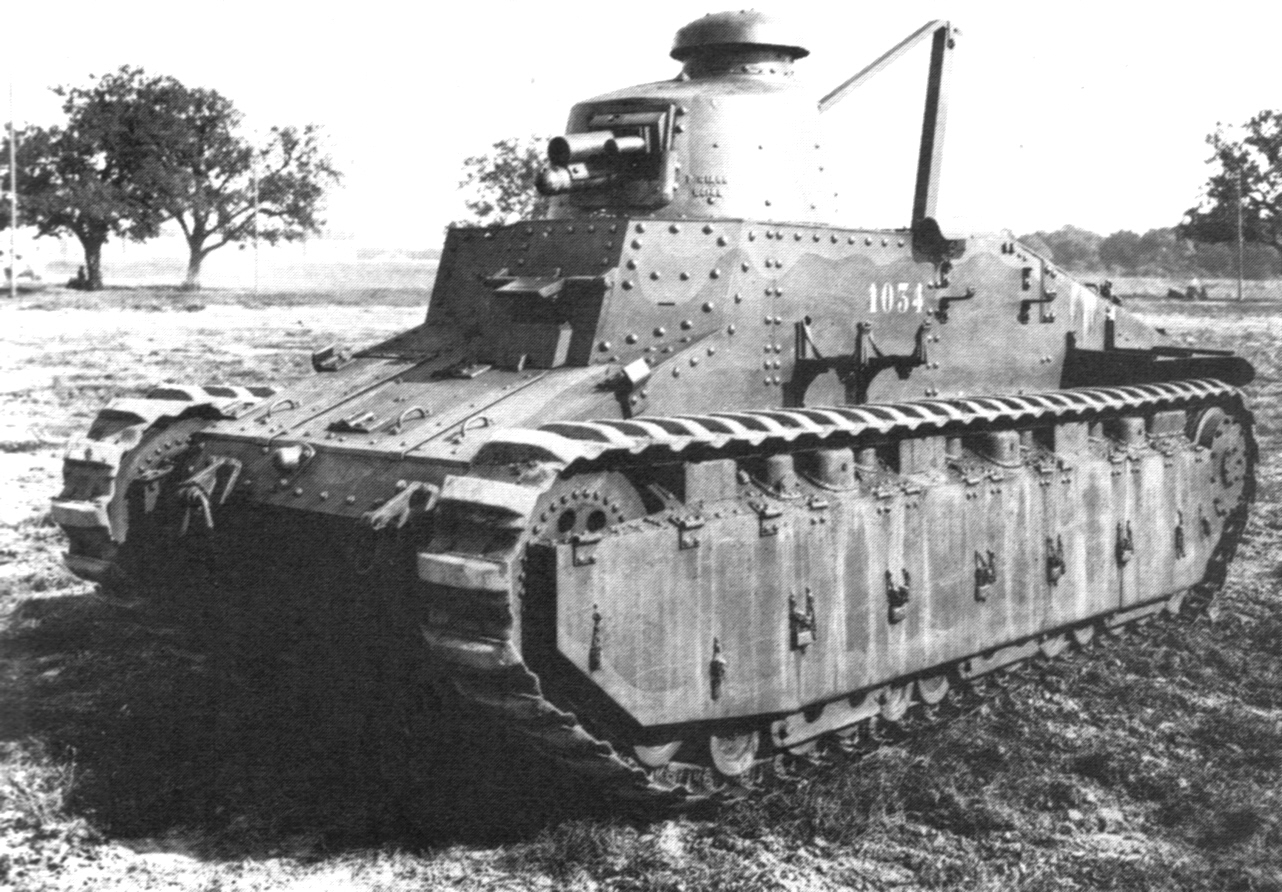
ルノーNC31

1928年、ルノーはルノーNCをさらなる軽歩兵戦車開発の基礎として受け入れる試みに成功した。彼は2つのプロトタイプを作るように命じられた。陸軍はこのプロジェクトをシャール Dと呼び、ルノーはNC28という名称を使用した。2輌の試作車輌のうち、1輌はSRAシャール・ド・バタイユ試作車の連装機銃塔を搭載していた。また、バランド大佐が設計した特別なシュニール・レジェール（軽量履帯）を組み込んだ新しいサスペンションシステムがテストされた。この車両はNC1の派生型であったため、後にNC2という名称で示され、その名前の以前のプロジェクトと混同された。後の多くの本は、それらが1つの同じ乗り物であると仮定した。陸軍は1929年3月に2番目の試作車であるNC3砲戦車を選択し、1929年12月に10輌のプレシリーズを発注した。これらは、納入予定年にちなんでルノーの社内名称NC31を持っていた。ルノーは単に車体をそれぞれ400,000 FFの価格で製造する必要があった。鋳造砲塔は、フランスで通常行われているように、シュナイダー社に別途注文された。それらはST1タイプ（Schneider Tourelle 1）であった。この砲塔は、以前のすべてのNCモデルで使用されていたルノーFT砲塔よりもはるかに幅が広かったため、ルノーはそれに応じて車体を広げた。ルノーFTの典型的な先細りのノーズポイントは放棄された。10輌の車体は1931年5月から11月にかけて納入されたが、1921年に最後のシャール 2Cが納入されてから10年が経過し、フランス国内市場向けの量産が再開された。
プレシリーズ10輌の車体は、第503戦車連隊によって試験された。フランス歩兵工兵委員会であるブールジュ委員会によって多くの欠点が発見された。ステアリングは難しく、サスペンションは弱すぎ、排気管はエンジンルームを過熱させた。それにもかかわらず、このタイプは大量生産が受け入れられた - メインシリーズがすでに注文されていたため、委員会はこれについてほとんど選択肢がなかった - 変更が加えられることを条件に。奇妙に圧迫されたST1砲塔は、最初の10基が1930年11月に納入されたが、許容できないほど窮屈でバランスが崩れているとして拒否された。砲が装填されるたびに砲尾を戦闘室に下げる必要があり、そうしないと弾丸が押し込まれず、主砲が非常に前方に配置されていたのを防ぐために、砲尾を非常に前方に配置していた。そのため、ST1砲塔は最初の10輌から再び撤去された。

### ルノー D1
1930年12月23日、最初の量産車70輌が発注され、1932年7月12日には2次受注が30輌となった。1933年10月16日の最後の発注は50輌、合計150輌で、1932年1月から1935年初頭にかけて1932年1月から1935年初頭にかけて、1艇あたり375,000フランの価格で納入された。NC31を含めると、シリーズ番号は1,000〜1,160であった。車内名称は依然としてルノーNCであった。
シリーズの車両には多くの改良が加えられた:クリーブランドディファレンシャル。65馬力のエンジンの代わりに74馬力。排気管はエンジンルームを横切らないように右側に配置され、トップトラック走行での共振を防ぐためにサポートローラーが取り付けられていた。最後に、燃料タンクは165リットルに拡大され、新しいラジエーターが取り付けられた。
1930年5月、ルノーはシャール D2とシャール D3の2つの派生型の開発を依頼された。元のシャール Dは、現在ルノー D1（シャール D1）の呼称として受け入れられている。

## ベルギーでの生産計画
1931年、ベルギーが老朽化したルノーFTの交換をすぐに開始すると一般的に予想されていた。1932年初頭、リエージュ近郊のセランに拠点を置くベルギーのコッカリル社は、ルノーにアプローチし、純粋にベルギー市場向けにシャール Dをライセンス生産に持ち込むことができるかどうかを知らせた。一方、ルイ・ルノーは1932年3月25日、フランス国防省にコッカリルがフランス戦車を製造する許可を求めたが、これは両国間の緊密な軍事的関係がそのような事業を支持していると主張した。4月13日、外務省は、ルノーが彼の要求が正確にどのタイプに属するかを示すのを忘れたようだと答えたが、この問題は「あなたの特定の資料によって提示された秘密の性格を考えると」非常に関連性がある。3日後、ルノーは彼がシャール Dに言及したことを認め、「古い材料は明らかにその国に興味を持たせる能力がない」と述べた。その場合、同省は4月21日に、残念ながら許可を差し控えざるを得なかったと回答した:ルノーFTまたはNCよりも近代的なタイプはライセンス生産に向けられなかった。主な反対意見は、ST砲塔の鋳造装甲技術の秘密を妥協すべきではないというものであった。
ルノーは、軍の連絡先にロビー活動を行うことで、この決定を覆そうとした。4月26日、彼はモーリス・ガムラン将軍がルノーのプロジェクトを推進するために彼の影響力を行使すると約束したことに注目した。しかし、翌日、参謀副総長のジョゼフ・エドゥアール・エメ・ドゥメンク将軍が、秘密主義の問題は別として、フランスでの雇用を維持することが最善であるという主張で、この考えを拒否したことが判明した。ルノーは、ベルギーが国際収支の困難さを考慮して、いずれにせよ戦車を輸入しないと抗議し、「我々がやらなければ、ヴィッカースが輸入する」と抗議したが、6月29日に計画が進行しないとコッカリルに報告しなければならなかった。彼はベルギーが単に彼の戦車を輸入することを提案したが、実際には、モデルがベルギーによってライセンス生産に持ち込まれるのは実際には英国のヴィッカース社であった。

## 構造
ルノーFTがルノー D1の祖先であることは、傾斜したエンジンデッキとサイドアーマープレートのプロファイルから今でも見ることができる。また、幅はわずか2.16 mと、まだかなり幅の狭い車両である。その長さは尾で5.76 mである。リベットで留められた車体装甲は、すべての垂直面で 30 mm、上下で 10 mmの厚さである。NC31は、サスペンションユニットに10 mmの保護プレートを導入した。その下の車体側面装甲はおそらく16 mmから25 mmの厚さで、正確なデータは失われている。当時、シャール D1は比較的装甲が充実していた。その結果、車体だけでの重量は11トンとなり、当時の典型的な軽戦車よりもかなり重くなっている。74馬力のV型4気筒エンジンは6.08リッターで、最高速度は18.6 km/hである。航続距離は90 kmである。110 cmの障害物と50%の傾斜を登り、220 cmの塹壕を渡り、90 cmの水の中を歩くことができる。したがって、このタイプは30年代初頭には比較的良好な機動性を持っていた。車体には2人の乗員がいる。1人目は、ルノーFTと同様に、ノーズプレートを形成する大きなダブルハッチの下に座っている操縦手である。彼は鋼鉄ケーブルを介して、機首の低い位置にある固定式の7.5 mmレベッロ（Reibel）機関銃を操作でき、それは装甲の後ろにほぼ完全に隠されている。2人目の乗員は無線手で、戦闘室の右側にある無線機（ER＝「Émetteur-Récepteur」または「emitter-receiver」）を操作した。NC31はER51、シリーズ車両はER52または53である。エンジンデッキの右側には、非常に独特で堅牢な無線アンテナフレームが取り付けられており、その先端は車両の中で最も高い2.4 mである。これにより、砲塔の右への完全な回転が妨げられ、全体の移動が約345°に制限される。無線手は、76発の弾薬装填から取り出した弾丸を砲塔にいる3番目の乗員である車長に引き渡すことにより、銃の装填も支援する。
ST1砲塔型が拒否されたため、新しい砲塔を開発する必要があった。準備が整うまで、全160輌のシャール Dは、ルノーFTの予備から取り出された既存のルノーFT砲塔を一時的に装備していた。シュナイダーは2つの新しい砲塔の設計を提案した。ST3はST1の改良型であった。バランスの問題を解決するために、このタイプは後部に装甲の延長部があり、大きな正方形の開口部があった。主装甲の後部にあるハッチは、延長部の四角い穴から開くことができ、車長は砲を操作する際に、より大きな砲塔の重量ペナルティなしに、小火器の射撃に対するある程度の保護を享受することができる。物資委員会は、このシステムは独創的ではあるが、非常に非実用的であると判断した - それはまさに敵と戦うとき、最も攻撃される可能性の高い状況で砲塔をより脆弱にした - そして、重量のペナルティを受け入れることを決定し、単に後部により多くのスペースがあるより大きな砲塔である代替のST2を選択した。重量は3 メトリックトンである。それにもかかわらず、1輌のプレシリーズ車両にST3が試験用に取り付けられ、その後、ドライバースクールによってこの構成で使用された。
このST2砲塔は、多くのショットトラップを備えた非常に複雑な形状を持っていた。これは、側面に大きく突き出たダイアスコープが原因の一部であったが、車長がキューポラを介して周囲を観察するために体を伸ばさなければならなかったこと、通常の位置に立ってから覗くことができる前方観測ハッチを持っていたこと、そして彼の右側にある47 mm SA34砲と同軸の7.5 mmを操作するためにしゃがみ込まなければならなかったことの3つの高さでの操作を余儀なくされた結果でもあった左に機関銃。下層部には独自の延長部があり、砲塔の前面には機関銃を前方に出すための余分なスペースが設けられ、主砲は後退するため、バランスがさらに向上した。言うまでもなく、陸軍はこの一般的な取り決めに非常に批判的であったが、納入がすでに大幅に遅れていたため、それを拒否することはできなかった:最初の交換用砲塔が取り付けられたのは1936年初頭になってからであった。
ST2の重量は1,788 kgで、総重量は14トン、1個あたり100,000フラン、車両総価格は475,000フランであった。したがって、ルノー D1は特に軽量でも安価でもなかったため、ホチキス社は大量生産された軽歩兵戦車の役割により適合した設計を提案し、その提案は最終的にホチキスH35、ルノーR35、FCM36の3つの生産タイプをもたらした。しかし、1926年になっても、このプロジェクトは純粋な軽歩兵戦車というよりも、シャール Bの安価な代替品と見なされていた。30年代初頭の政治状況により、ルノー D1は完全にシャール・ド・バタイユまたは「戦車」の役割に追い込まれることになった。

## 運用履歴

### シャール・ド・バタイユ
1932年当時、ルノー D1はフランス陸軍が入手した最も多くの、実際唯一の近代的な戦車資材であった。したがって、このタイプのタイプを単なる歩兵支援の役割に委任することは問題外であった。今では、47 mm砲の選択と無線セットの存在が示すように、敵の装甲と戦うことを主な任務とするシャール・ド・バタイユとして機能するはずである。10輌のNC31はドライバーの訓練に使用された。他の車両は、精鋭戦車部隊である第507、508、510 戦車連隊にそれぞれ1つずつ、計3個大隊に割り当てられた。戦争の脅威が着実に高まる中、最初はソ連の軍事力増強を通じて、次にドイツの再軍備により、近代的な装備は、フランスが依然として侮れない力であることを外国勢力に示すはずであった。しかし、新しい戦車を受け取った連隊にとっては、これは重大な失望であった。その主な理由は、旧式のルノーFT砲塔が最初の4年間使用されなければならなかったという事実に加えて、その非常に貧弱な機械的信頼性にあった。1934年3月、110輌が納車されたとき、そのうち17輌がすでに摩耗しており、完全な改造のために工場に戻らなければならなかったと報告された。残りの93輌のうち、62輌は重大な欠陥のために運用不能であった。ブレーキとトランスミッションのバーンスルーは一般的であった。装甲板は、シャーシの剛性が十分でなかったため、形が崩れ、リベットが定期的に折れていた。その根本的な原因は、ルノーの設計チームが、鋼品質の劣る弱い部品を適用することで、軽量と低コストをいかに組み合わせるかという問題を解決する傾向があったことであり、AMR 33、AMC 35、ルノー D2などの他のルノーの設計も同様の問題を抱えていた。1935年、ルノー D1の機械的信頼性を向上させるための大規模なメンテナンスプログラムが開始された。しかし、1936年3月にラインラント危機に反応してエリート部隊がドイツ国境に急行しなければならなくなったとき、彼らの準備がまだどれほど貧弱であるかが痛いほど明らかになった。新しいST2砲塔は状況を悪化させただけで、ダイアスコープのガラスは単なる運転で粉々になることが発見された。AP弾は、通常のSA34が不足していたため装備された海軍の47 mm砲を装備した約20輌を除いて、利用可能なAP弾はなかった。弾薬庫は、より大きな弾丸を収納するためにまだ変更されていなかった。SA34はとにかく銃が弱すぎた。しかし、砲塔は小さすぎて、はるかに強力な47 mm SA35に適合させることができなかった。この出来事を分析した結果、陸軍は厄介な物資をできるだけ早く取り除くべきだと結論づけた。砲塔の回転を妨げないアンテナ基部の変更など、いくつかの変更が実施されたにもかかわらず、新しいタイプが利用可能になった1937年初頭、NC31を除くフランス本土の全てのルノー D1は段階的に廃止された。

### 亡命中
その後、ルノー D1は、時代遅れではあるが廃棄するには価値が高すぎるフランス軍兵器の典型的な目的地である植民地に輸送された。1937年、彼らは北アフリカに到着し、チュニジアを侵略し占領するというイタリアの脅威に対抗するために、第61、65、67 歩兵戦車大隊の3つを新たに編成した。各大隊の有機的な戦力は45名であり、1輌の戦車が無線戦車の製造に使用されていたため、14輌のルノー D1が予備として割り当てられた。驚くべきことに、信頼性の低さを考えると、この規模の予備でさえ不十分であったため、騎兵部隊である第5猟兵は、適切な許可なしに20輌の戦車を自家用に使用することを許可された。

### フランスへの帰国
1940年5月、フランスの陥落の間に、それは北アフリカの大隊でフランス本土を補強するために、それは秋ゲルブのドイツの成功後に決定された。予想通り、ルノー D1の即応性はその間に悪化するばかりであった。利用可能な43輌の運用車両全てを、フランスに出荷される最初のユニットである第67歩兵戦車大隊に集中させることが決定された。イタリアはまだ宣戦布告していなかったため、大隊は6月初旬に比較的安全にフランスに到着した。
6月9日、フォールロットの主力攻撃が始まり、6月11日にはドイツ装甲師団が突破口を開いた。撤退をカバーするために、6月12日に第67植民地歩兵師団[fr]がスアン村の防衛を強化し、装甲師団の8輌を阻止した。第67歩兵戦車大隊の第3中隊はドイツ軍の最初の攻撃を撃退し、敵戦車4輌を撃破した。装甲反撃の「衝撃効果」を利用することが最善の防御方法であると規定する公式の戦術ドクトリンに従って側面攻撃を行ったとき、37 mm対戦車砲火で側面を攻撃され、7輌を失った。さらにドイツ軍の攻撃は撃退され、再び敵の戦車を破壊した。第2中隊はスイッペス近くでドイツ軍歩兵と交戦した。第6植民地師団は夜間に南への撤退を命じた。この撤退中に、第67歩兵戦車大隊はほとんどの戦車を失った。第3中隊は待ち伏せ攻撃を受け、残りのルノー D1は防御を強化するために様々な村に残された。6月14日時点で残っていた戦車は4輌のみで、3輌が搭乗員によって無力化され、最後の1輌は空爆によって破壊された。
作戦に参加した43輌のルノー D1のうち、25輌が完全に破壊された。18輌がドイツ軍に捕獲され、「Panzerkampfwagen 732(f)」の外国器材番号が与えられた。ドイツ軍がこの戦車を使用したという記録はない。

### 最後の戦い

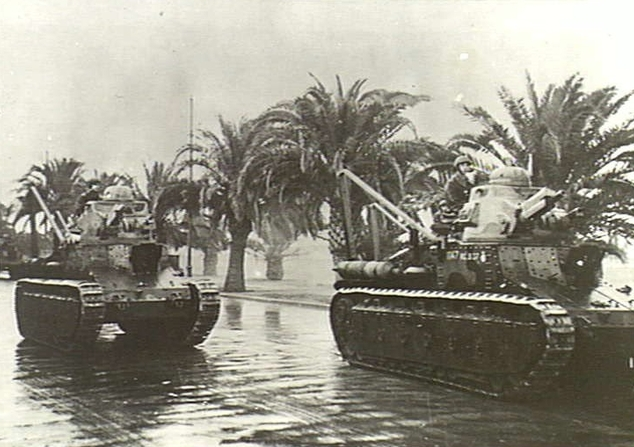
1943年5月、チュニスでのルノー D1のパレード。

休戦条件の下で、フランスは原則として残り（実際には106輌）のルノー D1を北アフリカに保持することが認められた。しかし、戦車大隊のような純粋な戦車部隊は解散を余儀なくされ、62輌の戦車のみが2輌と4輌のアフリカ猟兵に分割され、それぞれ約40輌と20輌、さらに2輌の戦車がドライバーの訓練用として含まれていた。これは、まだ20輌の秘密車両を所有していた第5猟兵にとって問題を引き起こした。報告された車両はわずか86輌であった。イタリアの休戦管理委員会が訪れたとき、これらの戦車は狂った馬のために厩舎の後ろに隠すことに成功した。
トーチ作戦中、2 Chasseurs d'Afriqueの戦車はオラン近郊で、第1機甲連隊（第1機甲師団）のアメリカ軍M3スチュアートと第601駆逐戦車大隊のM3 GMC（ガンモーターキャリッジ）と戦った。M3 GMC1輌とスチュアート1輌が破壊されたが、ルノー D1は14輌を失った。フランス軍は11月10日に連合国に再合流した。残りのルノー D1は軽機械化旅団[fr]に集中し、カセリーヌ峠の戦いで戦われた。この機会にIV号戦車でさえもルノー D1の砲火によって破壊されたが、これは47 mm SA34砲の貧弱な対装甲能力を考えるとかなりの偉業であった。写真は、この期間に無線フレームアンテナが取り外されたことを示している。1943年3月、現存する17輌のルノー D1は全て退役し、イギリスのバレンタイン戦車が採用された。今日、ルノー D1は1輌も現存していない。現存する関連車両はスウェーデンの「NC27」1輌のみである。

## 無線観測戦車
現代の機動戦において戦車と自走砲の適切な連携を確保するためには、良好な無線接続が不可欠である。したがって、歩兵の計画1934は、将来の戦車設計を概説し、その名前が示すように、それ自体が砲兵観測車ではなく、ルノーYSタイプの実際の観測車両によって収集された情報を砲兵ユニットに送信する必要があった特別な無線戦車の生産を予見していた。1937年初頭、シャルル・ド・ゴールの連隊である507 RCCで、シリーズ番号1016のルノー D1が1輌だけ改造された。砲塔は撤去され、右側は八角形の上部構造に置き換えられ、車体の左側にER51長距離無線機を追加で設置するためのスペースが確保された。この方法で実験的に改造された車両は1輌だけであった。戦後、この車両の現存する写真には、指揮戦車が写っていると長い間考えられてきた。